# Canon EF 14mm-objectief
De Canon EF 14mm is een groothoekobjectief gemaakt door de Japanse fabrikant Canon. De eerste generatie (EF 14mm f/2.8L USM) kwam oorspronkelijk in 1991 op de markt en werd in augustus 2007 vervangen door de EF 14mm f/2.8L II USM. Vanwege de mate waarin het glas aan de voorzijde uitsteekt moeten filters aan de achterzijde van het objectief geplaatst worden. Hoewel dit objectief een kleinere brandpuntsafstand heeft dan de Canon EF 15mm Fisheye is zijn beeldveld kleiner dankzij een correctie voor een rechte beeldweergave.

## Specificaties
| Naam                        | EF 14mm f/2.8L USM        | EF 14mm f/2.8L II USM            |      |
| --------------------------- | ------------------------- | -------------------------------- | ---- |
| Afbeelding                  |                           | Plaats uw zelfgemaakte foto hier |      |
| Belangrijkste eigenschappen |                           |                                  |      |
| Beeldstabilisatie           | Nee                       | Nee                              |      |
| Weerbestendig               | Ja                        | Ja                               |      |
| Ultrasonic Motor (USM)      | Ja                        | Ja                               |      |
| L-objectief                 | Ja                        | Ja                               |      |
| Diffractieve optica         | Nee                       | Nee                              |      |
| Macro                       | Nee                       | Nee                              |      |
| Technische eigenschappen    |                           |                                  |      |
| Brandpuntsafstand           | 14 mm                     | 14 mm                            |      |
| Diafragma (max-min)         | f/2.8-f/22                | f/2.8-f/22                       |      |
| Opbouw                      | 10 groepen / 13 elementen | 11 groepen / 14 elementen        |      |
| Diafragmalamellen           | 5                         | 6                                |      |
| Minimale scherpstelafstand  | 0,10 m                    | 0,20 m                           |      |
| Maximale vergroting         | 0,29×                     | 0,15×                            |      |
| Horizontale beeldhoek       | 81°                       | 81°                              | 81°  |
| Diagonale beeldhoek         | 114°                      | 114°                             | 114° |
| Verticale beeldhoek         | 104°                      | 104°                             | 104° |
| Fysieke eigenschappen       |                           |                                  |      |
| Gewicht                     | 560 g                     | 645 g                            |      |
| Maximale diameter           | 80 mm                     | 80 mm                            |      |
| Lengte                      | 77 mm                     | 94 mm                            |      |
| Accessoires                 |                           |                                  |      |
| Zonnekap                    | Ingebouwd                 | Ingebouwd                        |      |
| Momenteel in productie?     | Nee                       | Ja                               |      |